# Sendero ecuestre

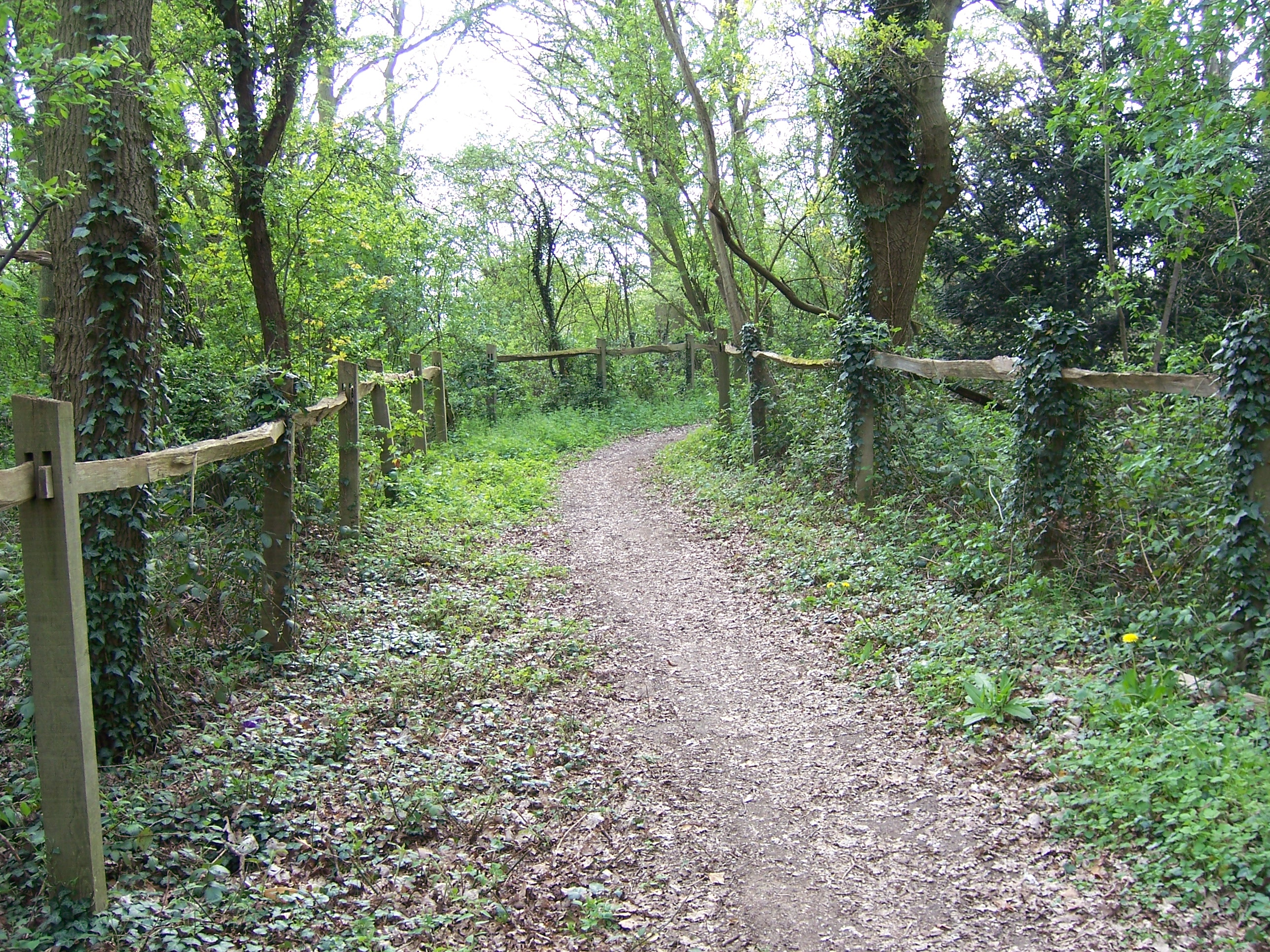
Sendero ecuestre en Hillingdon, Inglaterra

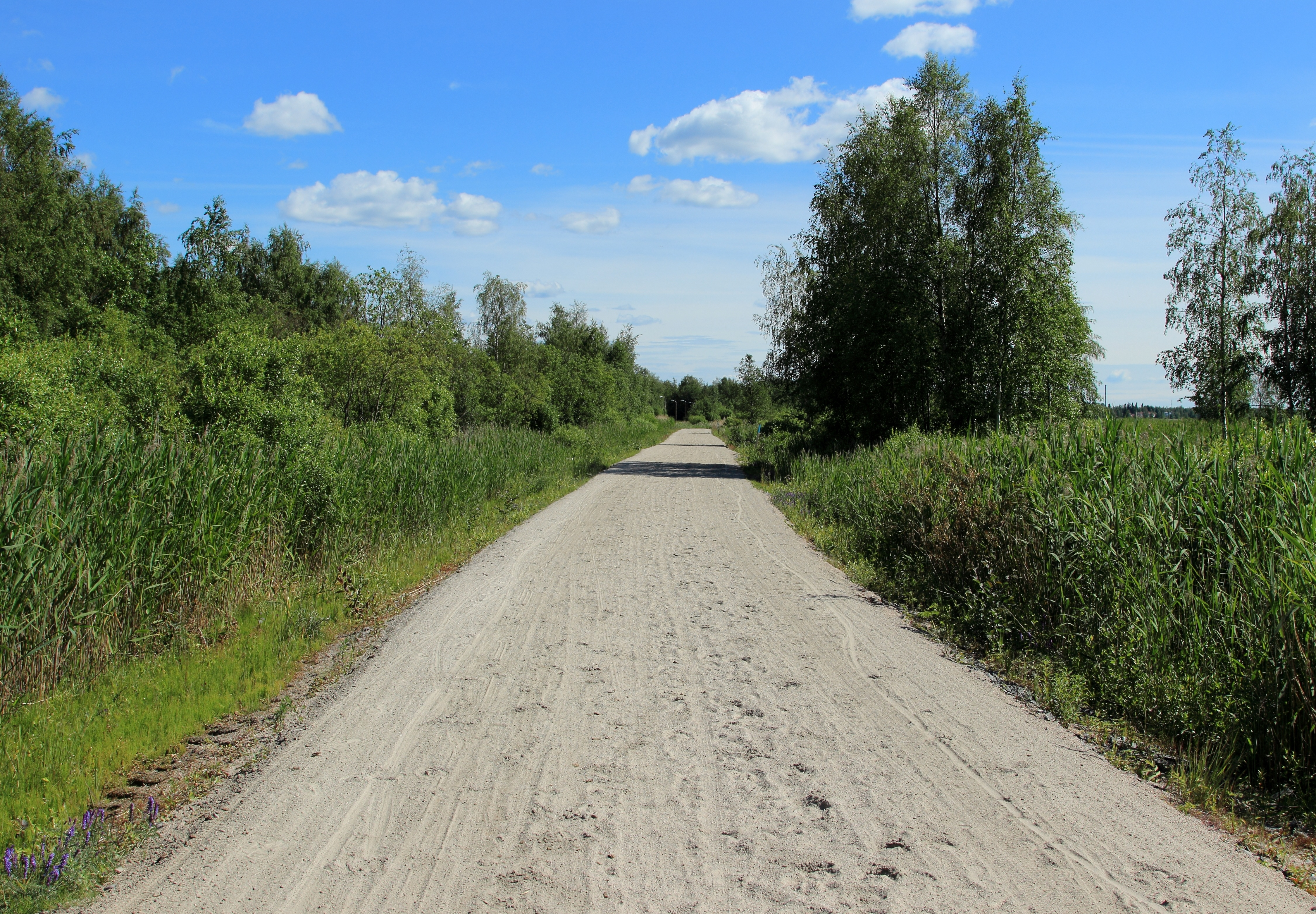
Un sendero para montar a caballo en Oulu, Finlandia

Un sendero ecuestre, camino ecuestre, camino de cabalgata, paseo o camino de caballos, es un sendero o vía que es utilizada por personas para montar a caballo . Los senderos originalmente creados para el uso de caballos a menudo ahora sirven a una gama más amplia de usuarios, incluidos charros, excursionistas, y ciclistas . Dichos caminos son intransitables para vehículos motorizados o tienen prohibido la circulación de vehículos. Las leyes relativas a los usos permitidos varían de un país a otro.
Actualmente, en los países industrializados, los senderos ecuestres se utilizan principalmente para la recreación. Sin embargo, siguen siendo importantes rutas de transporte en otras áreas. Por ejemplo, son el método principal para viajar a los pueblos de montaña de países como Lesoto .
En Inglaterra y Gales, el término sendero ecuestre se refiere actualmente a aquella ruta que pueden usar legalmente los charros además de los caminantes y, desde 1968, los ciclistas. Un "paseo" es otro término utilizado para un sendero ecuestre: "un camino o pista, especialmente uno a través de un bosque, generalmente hecho para montar a caballo" (Oxford English Dictionary).
En los EE. UU., el término sendero ecuestre (en inglés bridle path) se usa coloquialmente para senderos o caminos que se usan principalmente para personas que hacen caminatas de un día a caballo y, por lo general, se usan solo en la costa este, mientras que en el oeste el término equivalente es sendero . El término bridleway rara vez se usa en los EE. UU. La mayoría de las veces se supone que los caballos pueden usar senderos en los Estados Unidos a menos que estén específicamente prohibidos, aunque las reglas difieren entre los lugares.
En algunos países se han creado senderos de usos múltiples de larga distancia, incluido el Sendero nacional del Bicentenario en Australia, uno de los senderos de usos múltiples señalizados más largos del mundo, con una extensión de unos 5.330 kilómetros.  Los senderos ferroviarios a menudo pueden ser utilizados por las personas que montan a caballo.

## En el Reino Unido

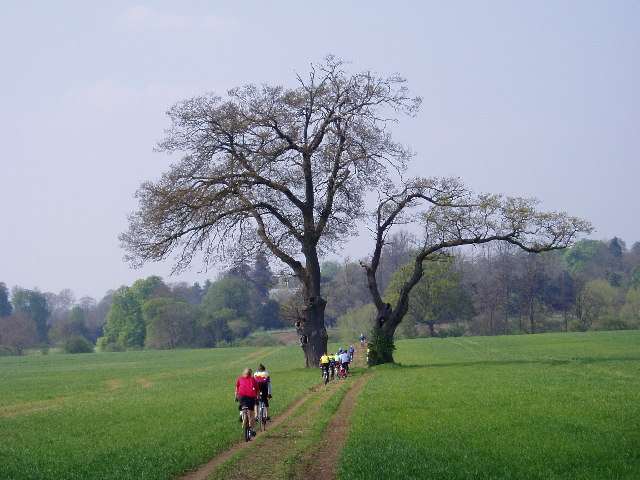
Ciclistas en un sendero ecuestre en Inglaterra

### Inglaterra y Gales
En Inglaterra y Gales, un sendero ecuestre es "un camino sobre el cual el público tiene derecho de paso a pie y a caballo o montando a caballo, con o sin derecho a ir montado en el caballo por el camino". Aunque la Sección 30 de la Ley de Campo de 1968 permite andar en bicicleta en senderos ecuestres públicos, la ley dice que "no creará ninguna obligación para facilitar el uso de los senderos ecuestres por parte de los ciclistas". Así, el derecho a la bicicleta existe aunque en ocasiones puede ser difícil ejercerlo, especialmente en invierno. Los ciclistas que utilizan un sendero ecuestre están obligados a ceder el paso a otros usuarios a pie o a caballo de conformidad con la Ley de Campo de 1968 . 
En el Hyde Park de Londres, la avenida cubierta de arena de Rotten Row se mantiene como un sendero ecuestre y forma parte del South Ride de Hyde Park. Es conveniente que la Caballería Doméstica, estabulada cerca de Hyde Park Barracks en Knightsbridge, ejercite sus caballos.
Aunque los senderos ecuestres se muestran en los mapas de la Ordnance Survey, solo el mapa definitivo del área (controlado por el consejo del condado) enumera todos los senderos ecuestres legales.

#### Sendero ecuestre de largo recorrido
En Inglaterra se han creado varios senderos multiusos de larga distancia, incluidos tres senderos nacionales : el Pennine Bridleway, 192 kilómetros (119 mi), The Ridgeway, 139 kilómetros (86 mi), y South Downs Way, 160 kilómetros (99 mi) . La British Horse Society ha promovido rutas de larga distancia para personas que montan a caballo conocidas como bridleroutes, incorporando sendero ecuestres, desvíos y caminos secundarios. 

### Escocia
La Ley de reforma agraria (Escocia) de 2003 establece específicamente el derecho a estar en predios con fines recreativos, educativos y de otro tipo y el derecho a cruzar los terrenos. Los derechos de acceso se aplican a cualquier actividad no motorizada, incluida la equitación, pero solo si se ejercen de manera responsable, como se especifica en el Código Escocés de Acceso al Aire Libre .
Sin embargo, hay una falta de servidumbre de tránsito públicos afirmados legalmente en Escocia, en particular para montar a caballo y en bicicleta. Los derechos de paso en Escocia en su mayoría brindan acceso a los caminantes y solo en raras ocasiones a los caballistas.

## Estados Unidos

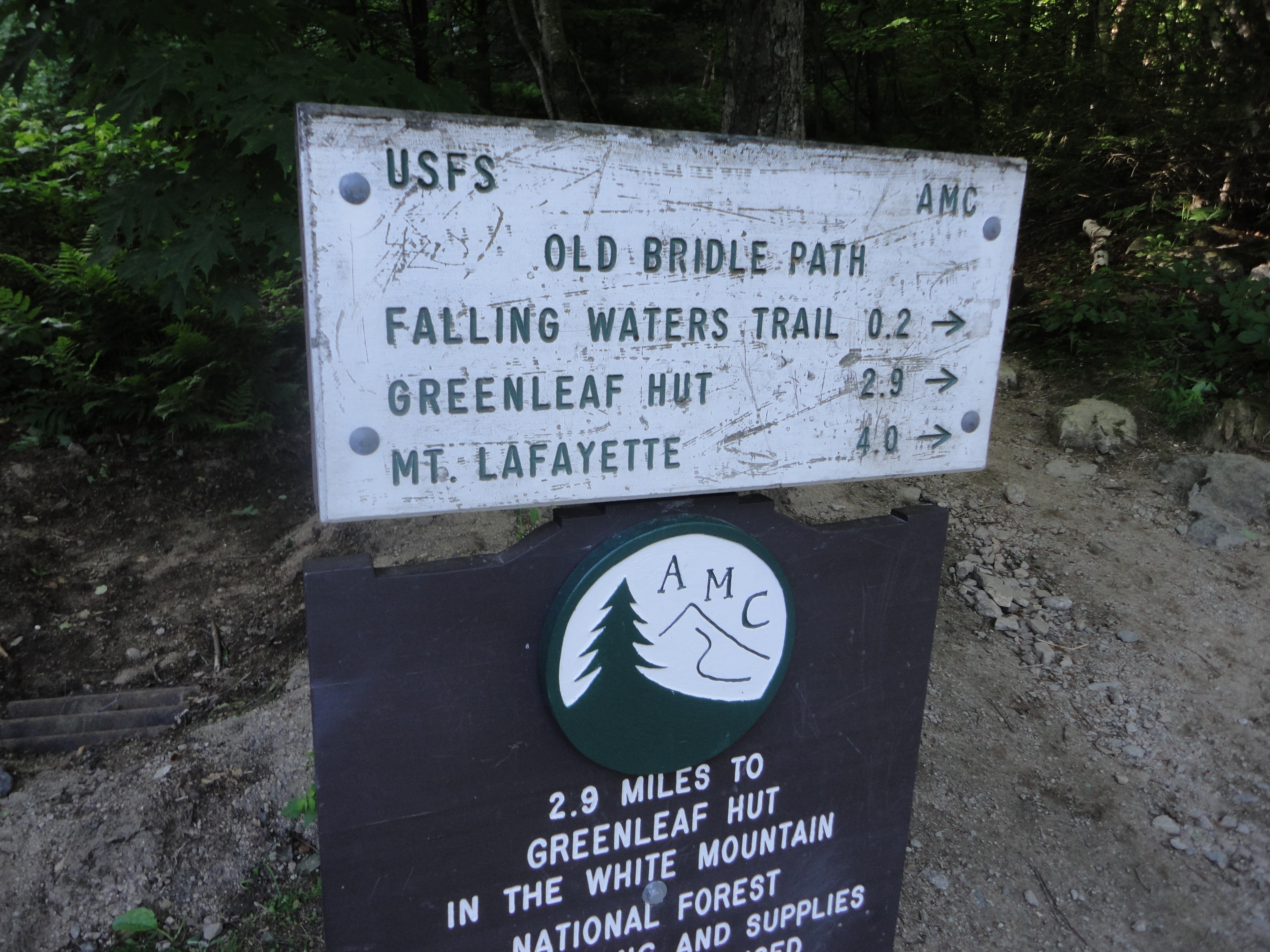
Señal para el sendero Old Bridle Path en Nueva Hampshire, EE. UU., que ya no permite caballos.

Los Estados Unidos tienen pocas o ninguna designación formal para senderos ecuestres, aunque los caballos generalmente están permitidos en la mayoría de los senderos, caminos y rutas públicas estatales y federales, excepto donde están específicamente restringidos. A menudo, los caballos en silla de montar están sujetos a las mismas normas que los peatones o excursionistas, donde esos requisitos difieren de los de los ciclistas. En la mayoría de los estados, los caballos se clasifican como ganado y, por lo tanto, están restringidos de áreas como el derecho de paso del sistema de carreteras interestatales, aunque generalmente se les permite viajar a lo largo del costado de otras carreteras, especialmente en áreas rurales.
Existen senderos ecuestres urbanos en Fairmount Park de Filadelfia (el más conocido es el Forbidden Drive a lo largo de Wissahickon Creek ) y Central Park de la ciudad de Nueva York.
Algunos senderos administrados por el Servicio Forestal de los EE. UU . y otras entidades gubernamentales pueden restringir el acceso de los caballos o restringir el acceso durante ciertas épocas del año. Por ejemplo, los caballos están permitidos en el American Discovery Trail, que cruza el país,  pero solo en secciones específicas del sendero de los Apalaches . El acceso a senderos y caminos en terrenos privados generalmente se deja a discreción del propietario, sujeto a las leyes generales de traspaso de propiedad de cada uno de los 50 estados.

## Australia
El sendero ecuestre más largo de Australia es el sendero nacional Bicentennial, de 5.330 kilómetros de longitud, que va desde Cooktown, Queensland a Healesville, Victoria. También hay algunos senderos ecuestres históricos, que ahora no son utilizados comúnmente para el tránsito de caballos, como The Bridle Track, Six Foot Track y The Corn Trail .

## Senderos ferroviarios

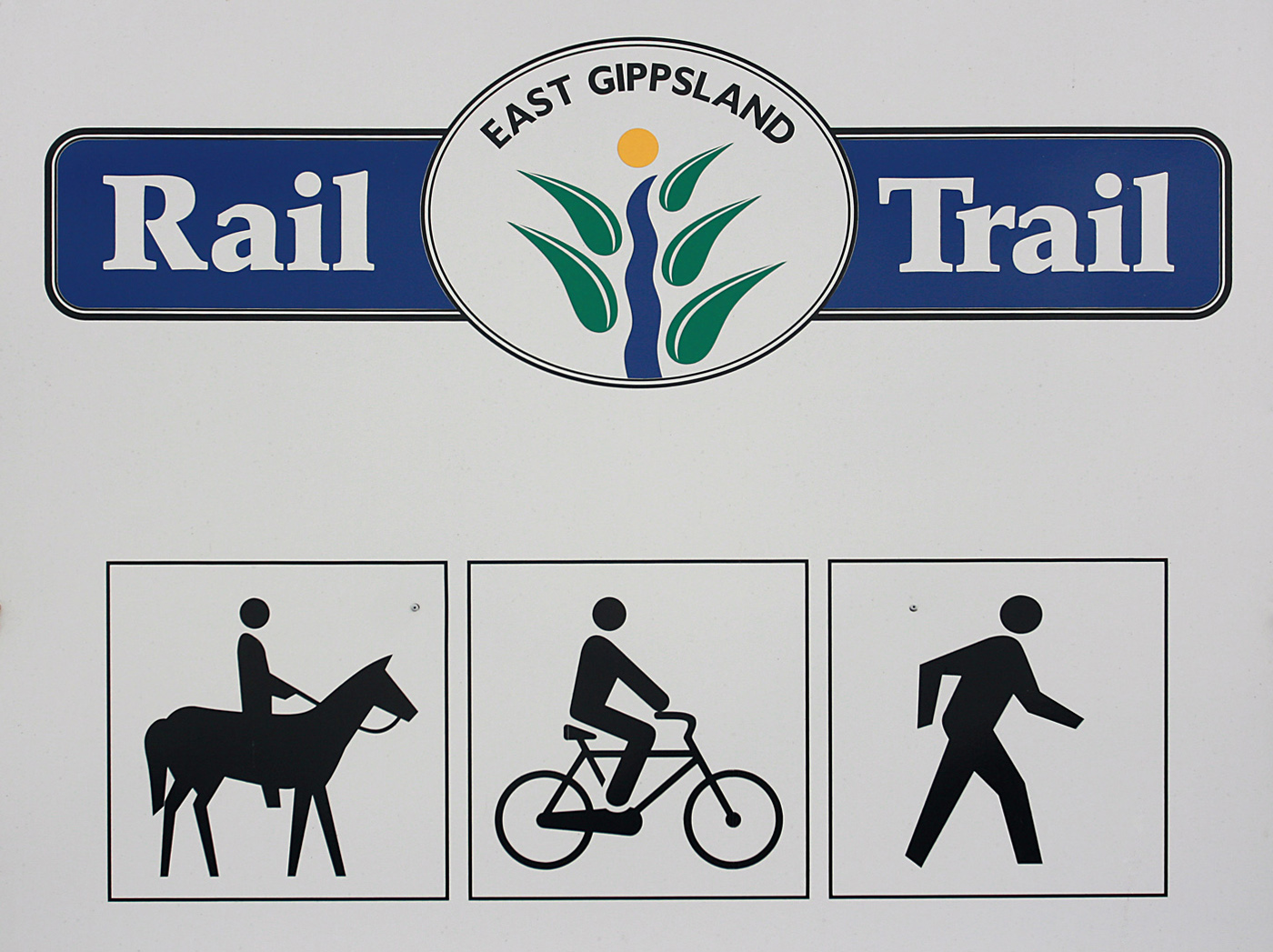
Señalización de East Gippsland Rail Trail en Victoria, Australia, que indica el uso de senderos compartidos

Los senderos/caminos ferroviarios son caminos de uso compartido que hacen uso de corredores ferroviarios abandonados. Se pueden usar para caminar, andar en bicicleta y, a menudo, también para montar a caballo. La siguiente descripción proviene de Australia, pero es aplicable igualmente a otros senderos ferroviarios que existen en todo el mundo.
Siguiendo la ruta de los ferrocarriles, atravesaron colinas, debajo de caminos, sobre terraplenes y a través de barrancos y arroyos. Además de ser excelentes lugares para caminar, andar en bicicleta o montar a caballo, los senderos ferroviarios son corredores de conservación lineales que protegen las plantas y los animales nativos. A menudo vinculan la vegetación remanente en las áreas agrícolas y contienen un hábitat valioso para la flora y la fauna. Las bodegas y otras atracciones están cerca de muchos senderos, así como de B&B y otros excelentes lugares para hospedarse.
La mayoría de los senderos tienen una superficie de grava o tierra adecuada para caminar, bicicletas de montaña y caballos.